# Gerichtsbezirk Leonfelden
Der Gerichtsbezirk Leonfelden war ein dem Bezirksgericht Leonfelden unterstehender Gerichtsbezirk im politischen Bezirk Urfahr-Umgebung (Bundesland Oberösterreich). Leonfelden war neben dem Gerichtsbezirk Urfahr-Umgebung einer von zwei Gerichtsbezirken im politischen Bezirk Urfahr-Umgebung. Per 1. Jänner 2013 wurde das Gebiet auf die Gerichtsbezirke Freistadt und Rohrbach aufgeteilt.

## Geschichte
Der Gerichtsbezirk Leonfelden wurde gemeinsam mit 46 anderen Gerichtsbezirken in Oberösterreich durch einen Erlass des k.k. Oberlandesgerichtes Linz am 4. Juli 1850 geschaffen und umfasste ursprünglich die 21 Steuergemeinden Amesschlag, Bernhardsschlag, Dietrichschlag, Haybach, Innerschlag, Königschlag, Laimbach, Leonfelden, Lichtenstein, Oberneukirchen, Ottenschlag, Reichenau, Reichenthal, Schenkenfelden, Stiftung (Pfarre Leonfelden), Stiftung (Pfarre Reichenthal), Waldschlag, Waxenberg, Weigetschlag, Weißenbach und Zwettl.
Der Gerichtsbezirk bildete im Zuge der Trennung der politischen von der judikativen Verwaltung
ab 1868 gemeinsam mit den Gerichtsbezirken Freistadt und Unterweißenbach den Bezirk Freistadt.
1903 wurde der Gerichtsbezirk Leonfelden vom Bezirk Freistadt abgetrennt und dem neu gebildeten Bezirk Urfahr zugewiesen, wobei die Bezirkshauptmannschaft am 1. Oktober 1903 ihre Arbeit aufnahm. Zusammen mit den Gerichtsbezirken Ottensheim und Urfahr bildete Leonfelden in der Folge den Bezirk Urfahr, wobei die Stadt Urfahr 1919 nach Linz eingemeindet wurde und der Bezirk in Urfahr-Umgebung umbenannt wurde.
Die im Sinne der Verwaltungsreform sowie Budgeteinsparungen 2011/12 begonnene Diskussion über die Schließung von Bezirksgerichten und die Auflösung von Bezirksgerichten betraf nach Aussage des Oberlandesgerichtspräsidenten Johannes Payrhuber auch das Bezirksgericht Leonfelden, das über keine Vollzeit-Richterstelle verfügte.
In der Folge wurde der Gerichtsbezirk Leonfelden per 1. Jänner 2013 aufgelöst und die Gemeinden den Gerichtsbezirken Freistadt und Rohrbach zugewiesen. Dem Gerichtsbezirk Freistadt wurden dabei die Gemeinden Bad Leonfelden, Haibach im Mühlkreis, Ottenschlag im Mühlkreis, Reichenau im Mühlkreis, Reichenthal, Schenkenfelden und Zwettl an der Rodl zugewiesen, dem Gerichtsbezirk Rohrbach die Gemeinden Oberneukirchen und Vorderweißenbach.

## Gerichtssprengel
Der Gerichtsbezirk Leonfelden bestand zuletzt aus den neun Gemeinden Bad Leonfelden, Haibach im Mühlkreis, Oberneukirchen, Ottenschlag im Mühlkreis, Reichenau im Mühlkreis, Reichenthal, Schenkenfelden, Vorderweißenbach und Zwettl an der Rodl.